# Московець (село)
Моско́вець (болг. Московец) — село в Пловдивській області Болгарії. Входить до складу общини Карлово.

## Населення
За даними перепису населення 2011 року у селі проживали 264 особи.
Національний склад населення села:
| Національність   | Кількість осіб | Відсоток |
| ---------------- | -------------- | -------- |
| болгари          | 226            | 91,1 %   |
| цигани           | 20             | 8,1 %    |
| турки            | 0              | 0 %      |
| Всього відповіли | 248            |          |

Розподіл населення за віком у 2011 році:
Динаміка населення: